# Espessidor
Els agents espessidors o, simplement, espessidors són substàncies que, afegides a una mescla aquosa, incrementen la seva viscositat sense modificar substancialment les seves altres propietats, com el gust. Proporcionen cos, incrementen l'estabilitat, i milloren la suspensió química dels ingredients afegits. Els espessidors sovint són usats com additiu alimentari i en cosmètics i la higiene personal. Alguns espessidors són agents gelificant que formen un gel. Els agents són materials usats per estabilitzar solucions líquides, emulsions, i suspensions químiques. Es dissolen en la fase líquida com una mescla col·loidal que forma una estructura interna feblement cohesiva.

## Aliments
Els espessidors alimentaris freqüentment estan basats en polisacàrids (midons, goma vegetal, i pectina) o en proteïnes. Un midó sense sabor utilitzat per aquest propòsit és la fècula Aquesta categoria inclou Maranta arundinacea, farina de blat de moro, Erythronium japonicum, fècula de patata, sagú, i tapioca. Les gomes vegetals usades com espessidors inclouen l'àcid algínic la goma guar, garrofina i goma xantana. Entre les proteïnes usades com espessidor s'inclou el col·lagen, clara d'ous, furcel·larana, gelatina. Els sucres inclouen agar-agar i la carragenina. Altres agents espessidors actuen en les proteïnes que sempre hi són en els aliments. Un exemple és el difosfat de sodi, que actua sobre la caseïna de la llet per fer un flam instantani.
La farina sovint es fa servir per espessir gravys, i estofats. Ha de quedar ben cuita per evitar el gust de farina crua. Els grans de cereals molts es fan servir per espessir sopes. També el iogurt és un espessidor de sopes popular a Europa oriental i el Mitjà orient. També són agents espessidors certs fruits secs (incloent-hi rehan) o glacés fets de carn o peix.
Agents gel·lificants es fan servir per aliments com la gelatina de postres i caramels.
Exemples són:
- Àcid algínic (E400), alginat de sodi (E401), alginat de potassi (E402), alginat d'amoni (E403), alginat de calci (E404) - polisacàrids d'algues brunes
- agar-agar (E406, un polisacàrid d'algues roges)
- Carragenina (E407, un polisacàrid d'algues roges)
- Goma de garrofí (E410, una goma natural de llavors de garrofer)
- Pectina (E440, polisacàrid de pomes i cítrics)
- Gelatina (E441, feta per hidròlisi parcial de col·lagen animal)

## Cosmètics
Inclou el politilen glicol, polímers sintètics com l'àcid poliacrílic i gomes vegetals. Alguns espessidors també actuen com estabilitzadors. Alguns emol·lients com la gelea de petroli i diverses ceres poden ser espessidors en emulsions.

## Petroquímica
En petroquímica els agents gelificant es diuen solidificadors, són substàncies químiques que reaccionen en vessaments de petroli i formen sòlids gomosos que poden ser trets més fàcilment.

## Explosius i incendiaris
Diversos materials converteixen explosius en gel per a formar nitrocel·lulosa i altres nitro èsters.
En combustibles usats com bombes incendiàries requereixen espessidors es fan servir sovint sals d'alumini o àcids grassos. El Napalm-B) fa servir polímers espessidors.